# Alois Schönburg-Hartenstein
El Príncipe Alois Schönburg-Hartenstein (en alemán: Alois Fürst von Schönburg-Hartenstein; 21 de noviembre de 1858 - 21 de septiembre de 1944) fue un oficial en el Ejército austrohúngaro y como Príncipe de Schönburg-Hartenstein, un miembro de la nobleza austriaca. Brevemente sirvió entre marzo y julio de 1934 como ministro de defensa en la Primera República Austríaca.
De 1899 a 1913 fue presidente de la Cruz Roja Austriaca. Después del estallido de la Primera Guerra Mundial, comandó varias unidades, incluyendo la 6.ª División y el XX Cuerpo (Edelweiss).
Según el Barón Ferdinand Marterer, Schönburg-Hartenstein fue sugerido como candidato a ministro de defensa imperial por el jefe del estado mayor general Arz von Straussenberg en abril de 1917. A principios de 1918, como aumentaba el malestar por la guerra y el continuo desabastecimiento dentro de Austria-Hungría, fue seleccionado para comandar tropas para mantener la seguridad dentro del imperio por el emperador Carlos I. En este puesto, arrestó a líderes huelguistas y a 44.000 militares desertores. En el verano de 1918, volvió a tomar comandamiento de combate, liderando el 6.º Ejército en el norte de Italia durante la Batalla del río Piave, en la que fue herido en una pierna. Haciéndose más precaria la situación política y militar austrohúngara en el otoño de 1918, el Príncipe Alois expresó una realización del siguiente porvenir final de la guerra y la monarquía, escribiendo a su familia que su "obligación restante es preservar la disciplina y proteger la nueva Austria."
Tras la caída de la monarquía Habsburgo y la fundación de la Austria republicana, fue secretario de estado del ejército de septiembre de 1933 a marzo de 1934, cuando fue seleccionado al puesto de ministro de defensa en el gabinete de Engelbert Dollfuss, una posición que mantuvo hasta julio de 1934. Mientras estuvo en el gobierno, apeló a los nacionalistas austriacos y veteranos de guerra para que dieran su apoyo a la administración de Dollfuss y se opuso al Nacional Socialismo proalemán.